# アニエス・ルテステュ
アニエス・ルテステュ（Agnès Letestu、 1971年2月1日 - ）は、フランス・パリ出身のバレエダンサー。

## プロフィール
12歳でパリ・オペラ座付属バレエ学校入学。1987年にオペラ座バレエ団入団。1988年コリフェ、1989年スジェ、プルミエール。1990年、ヴァルナ国際バレエコンクールで金賞受賞。1997年10月から2013年10月までエトワールであった。
ルテステュはスタイリストでもあり、舞台衣装のデザインも行っている。彼女がデザインを手がけた作品には、「ドリーブ組曲」、「スカラムーシュ」（いずれもパートナーのジョゼ・マルティネス振付）などがある。

## レパートリー
- 白鳥の湖（オデット/オディール）
- 眠れる森の美女
- バヤデルカ（ニキヤ）
- ドン・キホーテ
- パキータ
- ライモンダ
- シンデレラ
- アゴン（ジョージ・バランシン振付）
- ジュエルズ（ジョージ・バランシン振付）
- アポロ（ジョージ・バランシン振付）

## 受賞歴
- 1990年：ヴァルナ国際バレエコンクール・金賞
- 1991年：A.R.O.P(パリ・オペラ座振興会賞)、カルポー賞
- 1998年：イタリアのダンツァ＆ダンツァ賞